# 미국 해군 남부사령부
미국 해군 남부사령부(U.S. Naval Forces Southern Command)는 플로리다주 매이포트 해군기지에 본부를 둔 미국 남부사령부의 근무구성군이자 미국 해군의 해안사령부이다.
남부사령부의 연습운영통제에 배정 및 배속되어 작전구역으로 삼고 있는 카리브, 중앙아메리카, 남아메리카와 그 주변이 속한 남대서양의 해군들과 연계하여 서반구에 개입한다. 또한 다른 통합전투사령부의 해군부대와 같이 합동 및 다국적연습에 참가하고, 마약 혹은 무기거래에 대한 불법추적작전, 인도주의적 구호, 재해구호, 항구를 방문한다.
현재 똑같이 매이포트 해군기지에 주둔하고 있는 제40구축함전대를 편성하고 있다.

## 역사

### 남대서양 부대

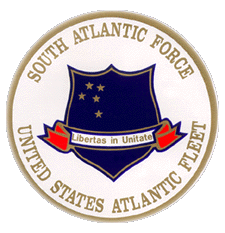
해군 남대서양 부대의 앰블럼

브라질 헤시피에서 미국 대서양 함대 예하 남대서양 부대로서 [1942년 9월 3일에 편성되어 추축국의 해상전력에 침범에 대비하여 초계순찰하였다. 차례대로 조나스 H. 잉그램, 대니얼 E. 바비 부제독의 지휘를 받았다. 1945년 5월 8일에 맞이한 VE 데이를 기점으로 대서양의 위협조짐이 가라앉게 되자, 5월 29일에 대서양 전체는 비전투영역으로 지정되었고, 남대서양 부대의 전투임무 또한 해제되었다. 그리고 최소한의 초계순찰전력을 남겨두고 남은 태평양 전구로 대부분의 함선이 넘어갔다. 종전이후, 1947년 1월 1일에 전후 재편성에 따라 해산하였다.
1958년 6월 1일, 트리니다드 토바고에서 재소집되어 재차 활동을 시작하였다.
1960년 남아메리카를 대상으로 한 UNITAS 연습과 그리고 1980년 서아프리카 훈련순항에 매회 참가하고 있다.
1973년, 푸에르토리코 루즈벨트로즈 해군기지로 본부를 옮겼다.
트리니다드 토바고와 푸에르토리코를 중심으로 활동하면서  남부사령부에게서 1963년~1975년, 1985년~1991년 동안에 해군구성군사령부로서 지휘받았다.

### 미국 해군 남부사령부

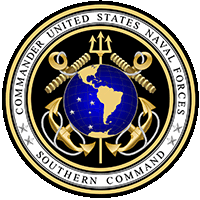
미국 해군 남부사령부

2000년 2월 17일, 미국 해군 남부사령부로 개명하고 4년 뒤 2004년 초에 플로리다주 매이포트 해군기지로 이사하였다. 그리고 그곳에서 1996년 10월부터 제2함대의 태스크포스 28(TF 28)에 배정되어 있던 서반구 전단의 임무와 기능을 통합하였다.
2007년 5월 31일, 제3제대급 사령부인 미국 함대전력사령부에서 미국 남부사령부로 전속하고, 이듬해 2008년 5월 5일에 재설립된 제4함대와 병합되었다.

## 프로그램

### 작전
- 마르틸로 작전(영어판)

### 훈련
- UNITAS(영어판); 라틴아메리카 해군 연합 훈련; 1960년 ~ 현재
- Southern Partnership Station
- Teamwork South 칠레 해군 주관 대수상전 및 대잠수함전; 1995년 ~ 현재
- PANAMAX, 미국 남부사령부 주관 파나마 항만 방어 훈련
- SIFOREX(영어판) - 대잠수함전 훈련, 페루 해군 주관; 2001년 ~ 현재, 매년 7월 개최.

## 기록

### 소속
- 미국 대서양 함대, 1942년 9월 3일
- 미국 함대전력사령부, 2001년 10월
- 미국 남부사령부, 2007년 5월 31일

### 계보
- 1941년 9월 3일, South Atlantic Forces (SOLANT)
→남대서양 부대
- 2004년, U.S. Naval Forces Southern Command (USNAVSO)
→미국 해군 해군사령부

## 지휘관
미국 해군 남부사령부의 지휘부 간부들은 2008년 5월 5일에 재설립된 제4함대를 같이 운영하고 있다.
또한  미국 해군 남부사령부의 사령관은 제4함대사령관으로서의 직책도 겸하고 있다.
| # | 사진 | 계급 | 성명                             | 취임일           | 이임일           | 비고                                   |
| - | ---- | ---- | -------------------------------- | ---------------- | ---------------- | -------------------------------------- |
| 1 |      | VADM | Jonas H. Ingram 조나스 H. 잉그램 | 1941년 1월 11일  | 1944년 11월 11일 | [ 1 ]                                  |
| 2 |      | VADM | William R. Munroe 윌리엄 R. 문로 | 1944년 11월 11일 | 1945년           | 제4함대, 태스크포스 27로 재편성.       |
| 3 |      | VADM | Thomas R. Cooley 토마스 M. 쿨리  | 1945년           | 1946년 9월       | 제4함대 (예비), 1946년 1월 10일 재설립 |
| 4 |      | VADM | Daniel E. Barbey 다니엘 E. 바비  | 1946년 9월       | 1947년 1월 1일   | 제4함대 (예비), 남대서양 부대 해산     |
|   |      | RADM | Kevin P. Green 케빈 P. 그린      | 1999년 12월 10일 | 2000년 2월 17일  | 미국 해군 남부사령부로 재편성.         |

| # | 사진 | 계급 | 성명                                       | 취임일          | 이임일          | 비고        |
| - | ---- | ---- | ------------------------------------------ | --------------- | --------------- | ----------- |
|   |      | RADM | Kevin P. Green 케빈 P. 그린                | 2000년 2월 17일 | (날짜미상)      | [ 5 ]       |
|   |      | RADM | Vinson E. Smith 빈슨 E. 스미스             | 2002년 9월      | 2005년 9월 2일  | [ 7 ]       |
|   |      | RADM | James W. Stevenson, Jr. 제임스 W. 스티븐슨 | 2005년 9월 2일  | 2008년 7월 12일 | [ 8 ] [ 9 ] |

## 참고

### 인용
1. ↑  “Admiral, USN (Retired), (1887-1952)” (영어). United States Navy. 2020년 1월 9일에 확인함.
2. ↑  “HyperWar The Official Chronology of the U.S. Navy in World War II”. 《ibiblio》 (영어). United States Navy. 2020년 1월 9일에 확인함.
3. ↑  “Biography of Thomas Ross Cooley”. 《USS Washington BB56 Home Port》 (영어). United States Navy. 2013년 7월 21일에 원본 문서에서 보존된 문서. 2020년 1월 9일에 확인함.
4. ↑  “Papers of Vice Admiral Daniel E. Barbey, 1941–1969” (영어). United States Navy. 2002년 1월 26일. 2019년 6월 2일에 원본 문서에서 보존된 문서. 2020년 1월 9일에 확인함.
5. 1 2  “Biography of Vinson E. Smith” (영어). United States Navy. 2013년 7월 16일. 2019년 12월 18일에 원본 문서에서 보존된 문서. 2020년 1월 9일에 확인함.
6. ↑  “New Admiral in Puerto Rico” (영어). United States Navy. Commander, U.S. Naval Forces Southern Command Public Affairs. 2019년 3월 22일. 2020년 2월 15일에 원본 문서에서 보존된 문서. 2020년 1월 9일에 확인함.
7. ↑  “Biography of Vinson E. Smith” (영어). United States Navy. 2013년 7월 16일. 2019년 12월 18일에 원본 문서에서 보존된 문서. 2020년 1월 9일에 확인함.
8. ↑  “Rear Admiral James W. Stevenson, Jr.” (영어). United States Navy. 2012년 6월 5일. 2020년 2월 29일에 원본 문서에서 보존된 문서. 2020년 1월 9일에 확인함.
9. ↑  Journalist 2nd Class Neah Kelly (2005년 9월 2일). “COMUSNAVSO Welcomes New Commander” (영어). United States Navy. Commander, U.S. Naval Forces Southern Command Public Affairs. 2020년 2월 28일에 원본 문서에서 보존된 문서. 2020년 1월 9일에 확인함.

### 자료
- “COMMAND HISTORY” (영어). Commander, U.S. Naval Forces Southern Command Public Affairs. 2020년 2월 28일에 원본 문서에서 보존된 문서. 2020년 1월 9일에 확인함.
- 《Commander-in-Chief, Atlantic Fleet Commander South Atlantic Force》. 《ibiblio》 (영어) XI판. 2020년 1월 9일에 확인함.